# 부좌현
부좌현(夫佐炫, 1956년 5월 13일~)은 대한민국의 제19대 국회의원을 지냈다.

## 학력
- 1969년 목포유달국민학교 졸업
- 1972년 목포중학교 졸업
- 1975년 목포고등학교 졸업
- 1977년 서강대학교 철학과 제적
- 2004년 한국방송통신대학교 법학 학사
- 2007년 한양대학교 행정대학원 행정학 석사

## 경력
- 변호사 천정배사무소 근무
- 법무법인 해마루 상담실장
- 1995년: 새정치국민회의 창당발기인
- 1996년~2000년: 새정치국민회의 경기도 지부 안산시 을 지구당 정책실장
- 1996년~1998년: 천정배 국회의원 보좌관
- 1998년: 새정치국민회의 대의원대회 위원
- 1998년 6월 4일: 제2회 전국동시지방선거 당선(민선 2기, 경기 안산시 제4선거구, 새정치국민회의, 초선)
- 1998년 7월~2002년 6월: 제5대 경기도의회 의원(민선 2기, 경기 안산시 제4선거구, 새정치국민회의→새천년민주당, 초선)
  - 제5대 경기도의회 경제투자위원회 위원
  - 제5대 경기도의회 문교위원회 위원
- 2000년~2003년: 새천년민주당 경기도 지부 안산시 을 지구당 부위원장
- 재단법인 안산테크노파크 이사
- 안산상록수문화사랑회 운영위원
- 안산 YMCA 청소년위원회 운영위원장
- 2004년~2005년: 열린우리당 천정배 원내대표 비서실장
- 2004년~2006년: 열린우리당 경기도당 상무위원
- 안산 YMCA 이사
- 안산풀뿌리환경센터 공동대표
- 안산문화원 이사
- 사단법인 경기서부지역혁신연구원 이사
- 나눔과 연대 이사장
- 안산통일포럼 대표
- 2011년~2013년: 민주통합당 정책위원회 부의장
- 2012년 4월 11일: 대한민국 제19대 국회의원 선거 당선(경기 안산시 단원구 을, 민주통합당, 초선)
- 2012년 5월~2016년 5월: 제19대 국회의원(경기 안산시 단원구 을, 민주통합당→민주당→새정치민주연합→더불어민주당→무소속→국민의당)
  - 제19대 국회 산업통상자원위원회 위원
  - 제19대 국회 국회운영위원회 위원
  - 제19대 국회 예산결산특별위원회 위원
- 2012년~2013년: 민주통합당 경기도당 안산시 단원구 을 지역위원회 위원장
- 2013년~2014년: 민주당 경기도당 안산시 단원구 을 지역위원회 위원장
- 2014년~2015년: 새정치민주연합 중앙당 선거관리위원회 위원
- 2014년~2015년: 새정치민주연합 경기도당 안산시 단원구 을 지역위원회 위원장
- 2014년: 새정치민주연합 새로운대한민국위원회 산업안전분과 위원장
- 2014년: 새정치민주연합 MB정부 해외자원개발 국부유출 진상조사위원회 간사
- 2015년: 새정치민주연합 다문화위원회 위원장
- 2015년: 새정치민주연합 새로운대한민국위원회 산업안전분과 위원장
- 2015년: 새정치민주연합 의원담당 원내부대표
- 2016년: 더불어민주당 경기도당 안산시 단원구 을 지역위원회 위원장
- 2016년: 더불어민주당 다문화위원회 위원장
- 2016년: 더불어민주당 탈당 및 국민의당 입당
- 2016년: 국민의당 수석사무부총장
- 2016년~2018년: 국민의당 경기도당 안산시 단원구 을 지역위원회 위원장
- 2018년: 국민의당 탈당 및 민주평화당 창당
- 2018년~2019년: 민주평화당 경기도당 안산시 단원구 을 지역위원회 위원장
- 2019년: 변화와 희망의 대안정치연대 원외준비위원장
- 2020년: 더불어민주당 복당
- 2021년~2023년: 안산시청소년재단 대표이사

## 의정 활동

### 19대
- 2012년 5월 ~ 2016년 5월 제19대 국회의원(경기 안산시 단원구 을, 민주통합당→민주당→새정치민주연합→더불어민주당→무소속→국민의당, 초선)
  - 국회 운영위원회 위원
  - 국회 산업통상자원위원회 위원
  - 국회 예산결산특별위원회 위원

## 역대 선거 결과
|  | 58.93% |

|  | 39.26% |

|  | 26.13% |

|  | 48.90% |

|  | 33.18% |

## 소속 정당
| 소속 정당 | 소속 정당      | 소속 기간 | 비고           |
| --------- | -------------- | --------- | -------------- |
|           | 새정치국민회의 | 1995~2000 | 창당 정계 입문 |
|           | 새천년민주당   | 2000~2003 | 합당           |
|           | 무소속         | 2003      | 탈당           |
|           | 열린우리당     | 2003~2007 | 창당           |
|           | 대통합민주신당 | 2007~2008 | 합당           |
|           | 통합민주당     | 2008      | 합당           |
|           | 민주당         | 2008~2011 | 당명 변경      |
|           | 민주통합당     | 2011~2013 | 합당           |
|           | 민주당         | 2013~2014 | 당명 변경      |
|           | 새정치민주연합 | 2014~2015 | 합당           |
|           | 더불어민주당   | 2015~2016 | 당명 변경      |
|           | 무소속         | 2016      | 탈당           |
|           | 국민의당       | 2016~2018 | 입당           |
|           | 무소속         | 2018      | 탈당           |
|           | 민주평화당     | 2018~2019 | 창당           |
|           | 무소속         | 2019~2020 | 탈당           |
|           | 대안신당       | 2020      | 창당           |
|           | 민생당         | 2020      | 합당           |
|           | 무소속         | 2020      | 탈당           |
|           | 더불어민주당   | 2020~현재 | 복당           |

## 같이 보기
- 안산시 단원구 을
- 안산시 단원구의 국회의원